# الإخوة فرانكل
الإخوة فرنكل (Les Frères Frenkel)  هما الإخوة فرانكل وهرشل وديفيد وشلومو، كانوا من أوائل فناني التحريك في مصر  واشتهروا بإخراج سلسلة الأفلام «مشمش أفندي» (Mich Mich Efendi) بين السنوات 1936 و1947.

## حياتهما
كان الإخوة هرشل وسالومون ودافيد فرنكل يهوداً من أصل أشكنازي استقروا في مصر خلال الحرب العالمية الأولى وأنشؤوا في القاهرة أول أستوديو في مصر لصناعة أفلام التحريك - Frenkel Animated Pictures. كان والديهم ناحوم وغنيسا فرنكل قد هاجروا من بيلاروس في 1905 في ظل اضطهاد اليهود في الإمبراطورية الروسية آنذاك، واستقروا في مدينة يافا. بعد اندلاع الحرب العالمية الأولى أساءت السلطات العثمانية معاملة المهاجرين من بلدان معادية للدولة العثمانية، فهاجرت عائلة فرنكل إلى مصر التي كانت تخضع آنذاك للرعاية البريطانية، واستقرت في الإسكندرية حيث أنشأ ناحوم فرنكل ورشة لصناعة الأثاث بأسلوب صيني أصبحت ناجحة ومشهورة لدى أثرياء المدينة، بل باعت الأثاث للديوان الملكي. رغم نجاح العائلة في مجال صناعة الأثاث، كان ناحوم فرنكل وأبناؤه من هواة التصوير والسينما وتخصصوا في صناعة الأفلام، فقرروا إنشاء أستوديو لصناعة أفلام التحريك في القاهرة.

## مسيرتهم
في ذلك الحين وصلت أوائل أفلام ميكي ماوس والقط فيليكس للعرض في مصر، ولكن فن التحريك كان لا يزال غير معروف لدى الجمهور المصري، فلما طلب ناحوم فرنكل من رجل أعمال مصري الاستثمار في الأستوديو الجديد رد عليه «مافيش فايدة»، ولما سأله فرنكل إذا كان يريد الاستثمار في الأستوديو في فترة لاحقة قال: «بكرة في المشمش». لذلك كان عنوان أول فيلم من أستوديو الإخوة فرنكل «مافيش فايدة» (Mafich Faïda)، وكان اسم بطل الفيلم «مشمش أفندي».
أقيم أول عرض للفيلم الكارتوني «مافيش فايدة» في سينما كوزموجراف بالقاهرة في 8 فبراير 1936 واستغرق 8 دقائق ونصف. وبلغ نجاح الفيلم درجة جعلت وزارة الزراعة المصرية تطلب من أستوديو الإخوة فرنكل في 1937 فيلما كارتونيا تعليميا ببطولة «مشمش أفندي» لتعليم المزارعين طرق التخلص من طفيليات القطن التي أصبحت في ذلك الحين تهديدا على الزراعة المصرية.
في 1939، عشية الحرب العالمية الثانية، أخرج الأستوديو فيلما آخر لحساب السلطات المصرية-البريطانية بعنوان «الدفاع الوطني» يدعو الجيش المصري إلى الاستعداد للحرب المتوقعة، ولكن معظم أفلام سلسلة «مشمش أفندي» كانت أفلاما ترفيهية، وبلغ عددها 30 فيلما تقريبا. في بعض الأفلام تم دمج شخصيات مصورة، أي ممثلين حقيقيين، بالفيلم الكارتوني. ومن الممثلين الذين اشتركوا في أفلام الإخوة فرنكل يجدر لذكر المغنية صباح والراقصة تحية كاريوكا.
في 1951، مع زيادة التوتر بين العرب واليهود في ظل حرب 1948 من جهة، وبين مصر ودول الغرب عشية ثورة يوليو من جهة أخرى، قررت عائلة فرنكل مغادرة مصر فهاجرت إلى فرنسا. واصل الإخوة الثلاثة صناعة أفلام التحريك في فرنسا مع شخصيات كارتونية جديدة حتى 1964، وهي السنة التي أخرجوا فيها فيلمهم الأخير.
في 1996 أقيم في باريس مهرجان السينما العربية الذي حضره سالومون فرنكل (وكان في 85 من عمره) كضيف الشرف تقديرا لدوره في إدخال فن التحريك في العالم العربي.